# Pitchfork
Pitchfork (tidigare Pitchfork Media) är en USA-baserad webbplats med inriktning på recensioner, nyheter och musiktips om indie- och alternativa musikgrupper. Pitchfork startades i Minneapolis 1995 av Ryan Schreiber, en ung, musikintresserad kille som inte tidigare haft någon erfarenhet av att skriva om musik.
Pitchfork har blivit en inflytelserik publikation, och positiva recensioner från sajten citeras gärna i marknadsföringsmaterial för musikalbumet. Många anser att det till stor del är Pitchforks förtjänst att band som Arcade Fire, Sufjan Stevens, Clap Your Hands Say Yeah, Interpol, The Go! Team, Junior Boys, Broken Social Scene, Wolf Parade och Tapes 'n Tapes har slagit genom på bred front.